# Schweiz frisinnade demokratiska parti

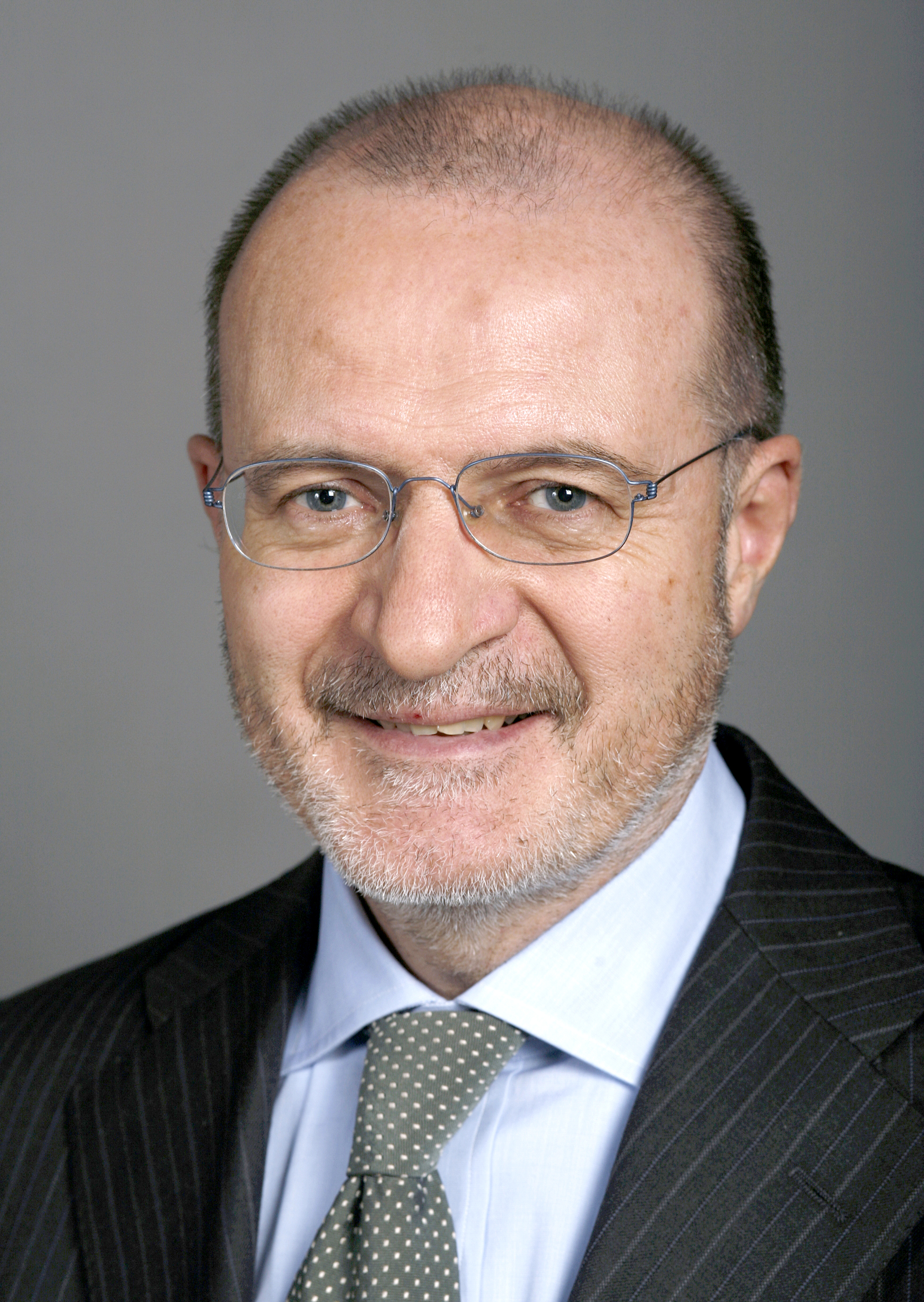
Fulvio Pelli var partiordförande 1995–2008. Han blev också partiledare i det sammanslagna partiet.

Schweiz frisinnade demokratiska parti (tyska:Freisinnig-Demokratische Partei der Schweiz (FDP), franska: Parti radical-démocratique suisse (PRD), italienska: Partito liberale radicale svizzero (PLR), rätoromanska: Partida liberaldemocrata svizra (PLD)) var ett liberalt center-högerparti i Schweiz. Den 1 januari 2009 gick de frisinnade samman med Schweiz liberala parti och bildade FDP. Liberalerna (tyska: FDP. Die Liberalen, franska: PLR. Les Libéraux-Radicaux, italienska: PLR. I Liberali, rätoromanska: PLD. Ils Liberals)

## Historia
Partiet brukar spåra sitt ursprung i de liberala, antikatolska, borgerliga och protestantiska kretsar som skapade den liberala schweiziska staten 1848. Partiet bildades emellertid först 1894. Det stod till en början vänster om det kristdemokratiska partiet, men med socialdemokraternas uppsving i början av 1900-talet kom partiet att alltmer definieras som liggande till höger på den partipolitiska skalan.

## Ideologi
Som ett klassiskt liberalt parti motsatte sig partiet vanligen statligt ingripande i ekonomiska och sociala frågor. Det avvisade tanken på välfärdsstaten och stödde fri marknad, frihandel och avregleringar, registrerat partnerskap mellan två personer av samma kön och legalisering av lätt narkotika. FDP/PRD:s partimedlemmar ansågs vara nära lierade med schweiziska storföretagarintressen, inte minst banker och läkemedelstillverkare.

## Valresultat
Vid parlamentsvalet den 19 oktober 2003 fick FDP/PRD 36 (jämfört med 43, 1999) av de 200 mandaten i nationalrådet och 14 av 46 i ständerrådet.